# ジェネレーションギャップ

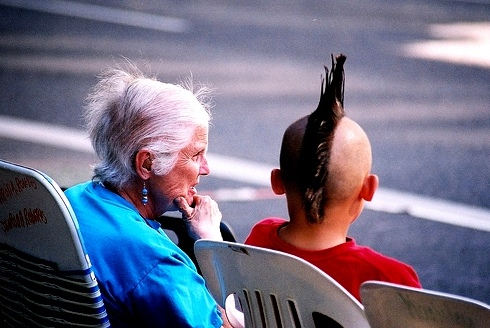
白髪頭の高齢者とモヒカン刈りの若者

ジェネレーションギャップ、またはジェネレーション・ギャップ（英: generation gap）とは、異世代の者同士による、世代（時代）間のずれに由来する、価値観、文化、思想などの相違のこと。「世代間ギャップ」とも呼ばれる。特に世代の離れた高齢者と若者の間で顕著にみられる。

## 概要

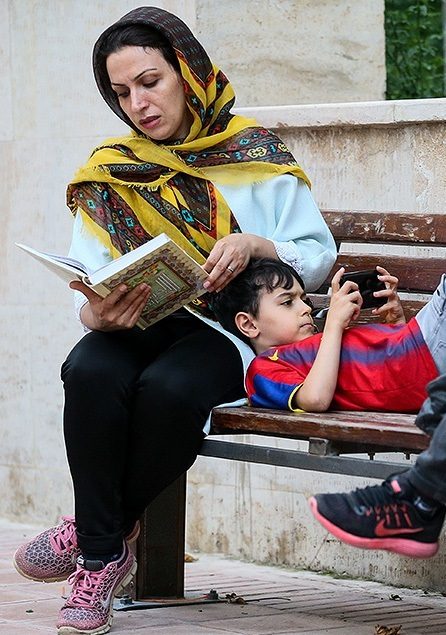

社会学や心理学、人口学において「世代」という語は、次の2つの意味で用いられる。1つ目の意味は、単に生年の近しい集団を指す場合や、世相や時代背景を共有し価値観や行動様式を同じくする集団を指す場合など、コホートとしての「世代」である。もう一つの「世代」は親世代・子世代といった、ライフサイクルによって分別される用法である。いずれの場合においても、各世代間の成員の価値観や行動様式は異なる傾向があり、その断絶から葛藤や軋轢を生じさせる可能性がある。
ジェネレーションギャップを端的に表す言葉に、「最近の若者は」「大人はわかってくれない」などがある。この種のジェネレーションギャップは、ライフサイクルの変動によって自然に解消されると考えられている。一方で、高齢者が社会的孤立に陥る問題点のひとつとして、世代間のジェネレーションギャップによる対立や煩わしさが固定化してしまった結果、世代間交流が失われていることが挙げられる。ジェネレーションギャップの固定化は文化の伝承を妨げたり、エイジズムを拡大させる要因ともなる。
ミルトン・ローキチが、1970年代にアメリカのすべての年齢層を対象に行った、36の基本的な価値から最も重視する価値を選択する調査の結果、世代間で大きな違いがあったのは3項目のみであった。老年学者のアードマン・B・パルモアは、一般のイメージと異なり、実際には基本的な価値観は世代間に大きな違いはないと結論している。

## 具体例
例えば、フジニュースネットワークの番組中で取り上げられた「電話の通話を終了する際の擬音語は?」という問いに対し、昭和生まれ世代は「ガチャン」、平成生まれ世代は「プツン」という語を使うといった違いがある。同番組内での街頭インタビューでは、この背景として「各世代でそもそも電話に対する認識が違う」こと、すなわち昭和世代は固定電話の受話器を置く様子をイメージするのに対し、平成世代は携帯電話のスイッチを切る様子をイメージする一方で、いわゆる黒電話の使い方がそもそもわからないことが指摘された。